# 함대사령관 (소련)
함대사령관(러시아어: адмирал флота 아드미랄 플로타[*])은 소련 해군의 4성장군 계급이다. 육군의 병과원수, 병과상원수, 육군대장과 동격이다. 1940년에서 1955년 사이에는 최고 계급이었고, 1962년 이후로는 2등 계급이 되었다.
이 계급은 상당히 복잡한 역사를 가지고 있다. 본래 1940년 최고 소비에트 상임간부회의 결의로 육군대장과 동격의 계급으로 제정되었으나 1944년까지 사용되지 않다가 이반 이사코프와 니콜라이 쿠즈네초프가 처음으로 함대사령관 계급을 달았다.
1944년까지 별 네 개가 박힌 견장을 사용했으나, 1945년 함대사령관 계급이 육군 최고계급인 소비에트 연방원수 계급과 동격이 되면서 왕별 하나로 바뀌었다. 1955년 함대사령관 계급은 폐지되고 두 함대사령관은 소비에트 연방함대사령관을 칭하게 되었다. 이후 1962년에 함대사령관 계급이 재설치되는데, 즉 소련 해군에는 1945년-1962년 17년동안 4성장군인 사람이 없었고, 1955년에서 1962년까지 7년동안 4성장군 계급 자체가 없었다.
1962년 4성장군 계급으로 다시 설치된 이후 함대사령관에게는 연방함대사령관의 대성장보다 한 격이 낮은 소성장이 수여되었다.
소련 시절 최종계급이 함대사령관이었던 장성은 카사토노프, 로보프, 세르게예프, 예고로프, 스미르노프, 체르나빈, 소로킨, 카피타네츠, 마카로프의 9인이다.
오늘날 러시아 연방에서는 5성장군이 없고 4성장군인 함대사령관이 해군 장교의 최고 계급이다. 러시아 연방에서는 그로모프, 쿠로예도프, 마소린의 3인이 4성장군으로 예편했으나, 2013년 2월 이후 추가적으로 4성장군으로 승진한 사람은 없다.
| 소련군 계급    |                            |                                                          |
| 제독 (адмирал) | 함대사령관 (адмирал флота) | 소비에트 연방함대사령관 (адмирал флота Советского Cоюза) |

## 같이 보기
- 육군대장 (소련)